# Том Гелай
Том Ник Гелай с псевдоним Шумски е югославски партизанин и деец на НОВМ.

## Биография
Роден е през 1920 година в шкодренското мирдитско село Райол в Албания. През 1941 година пристига в Гостивар, където започва да работи като горски работник, откъдето идва и прякора му. През март 1943 година става заместник-командир на Мавровско-Гостиварски народоосвободителен партизански отряд „Кораб“. По-късно към отряда се включват осем италианеца и четирима албанци. Към август 1943 година отряда му нараства на 70 – 80 души. След създаването на Първа оперативна зона на НОВ и ПОМ е назначен за неин заместник-командир. По-късно става командир на македонско-албанския кичевски народоосвободителен батальон (първи батальон на първа оперативна зона на НОВ и ПОМ, създаден на 23 септември 1943 година). Ранен е тежко при сражение с балисти край село Заяс и умира след 2 дни от раните си.